# Операція «Мученик Сулеймані»
33°48′00″ пн. ш. 42°26′00″ сх. д. / 33.8° пн. ш. 42.43333333° сх. д.
Операція «Мученик Сулеймані» (перс. عملیات شهید سلیمانی) — військова операція КВІР Ірану, спрямована проти американських військовослужбовців на території Іраку у відповідь на загибель у Багдаді командувача спецпідрозділом «Аль-Кудс» генерала Касема Сулеймані. Про початок операції було оголошено іранським агентством Tasnim 8 січня 2020 року.

## Операція
Незадовго до атаки американські війська на Близькому Сході, зокрема зенітні ракетні комплекси Patriot, приведені в стан підвищеної боєготовності з можливістю удару іранських безпілотників. Про це повідомила телекомпанія CNN з посиланням на двох американських представників.
Як повідомляє іранський телеканал Press TV, в ніч на 8 січня КВІР почав операцію відплати, якій дали ім'я «Мученик Сулеймані». Близько 01:30 за місцевим часом ракети класу земля-земля були випущені з Ірану по базі Ейн-аль-Асад на заході Іраку і базі в Ербіль, де розташований військовий контингент армії США. База в Айн аль-Асада знаходиться в регіоні Анбар на заході Іраку. Це перша військова база, на якій влаштувалися американські сили під час вторгнення в Ірак в 2003 році. Пізніше її використовували як форпост для боротьби з терористичним угрупуванням «Ісламська держава». Додається, що бомбардування відбувалося двома хвилями. За другим разом постраждала третя база США — Кемп Кук. Зазначається, що спочатку були випущені понад 10 ракет, а потім близько п'яти. За даними американських та іракських офіційних джерел внаслідок нападу не загинув жоден військовослужбовець США чи Іраку. За даними ж іранських ЗМІ на базах начебто загинуло 80 американських військовослужбовців.
Незабаром підтвердилася інформація про знищення одного літака ВПС США. Повітряне судно знаходилося на злітно-посадковій смузі.
Крім того, іранським урядом було оголошено про наміри атакувати Дубай і Хайфу.
Як пізніше заявив глава МЗС Ірану Мохаммад Джавад Заріф, операція була самообороною. При цьому він підкреслив, що Тегеран не прагне до ескалації війни. За його словами, Іран завдав у відповідь удар у відповідності зі статтею 51 Статуту ООН після «боягузливого нападу на іранських громадян і високопоставлених чиновників».

## Реакція та наслідки
Після операції Корпус вартових ісламської революції випустив заяву, в якій повідомив про проведений обстріл, а також застеріг США від подальшої агресії, яка зустріне більш болючу й жорстку реакцію". Слідом за цим міністр оборони США Марк Еспер і держсекретар Майк Помпео прибули в Білий дім на екстрену нараду, яку провів президент Дональд Трамп.
У своєму Twitter-акаунті президент США Дональд Трамп заявив, що зробить заяву з ударом Ірану по американських об'єктах у середу вранці за місцевим часом, тобто 9 січня по східній півкулі. Політик додав, що «все добре».

## Виноски
1. ↑  Iran's assault on US bases in Iraq might satisfy both sides — Ґардіан, 2020.
2. ↑  Iran believed to have deliberately missed U.S. forces in Iraq strikes: sources — Рейтерз, 2020.
3. ↑  https://news.abs-cbn.com/overseas/02/22/20/number-of-us-troops-wounded-in-iran-attack-now-at-110-pentagon
4. ↑  Iran claims 80 American troops killed in missile barrage; US says no casualties — The Times of Israel, 2020.
5. ↑  КСИР начал операцию «Мученик Сулеймани» против США
6. ↑  Американские военные на Ближнем Востоке приведены в состояние боевой готовности — СМИ // Сегодня.ua, 8 января 2020
7. 1 2  Иран нанес ракетный удар по объектам США в Ираке [Архівовано 2020-01-08 у Wayback Machine.] // ТУТ БАЙ МЕДИА, 8 января 2020
8. ↑  Иран начал операцию отмщения за убийство генерала Сулеймани: при ракетном ударе по базам США в Ираке погибли 80 человек (ВИДЕО)
9. ↑  Иран разбомбил военные базы США в Ираке: Трамп в ярости. Все детали
10. ↑  Иран атаковал два объекта США в Ираке
11. ↑  Iran attacks Iraqi bases housing US troops in retaliation for Soleimani's death. CNN. Процитовано 8 січня 2020.
12. ↑  Иранское ТВ: В результате ракетной атаки на базы США погибли 80 человек — Наша ніва, 8 января 2020
13. ↑  При атаке на американскую базу в Ираке уничтожен самолет ВВС США / Комсомольская правда, 8 января 2020
14. ↑  Иран пригрозил атаковать Дубай и Хайфу
15. ↑  Глава МИД Ирана объяснил причину ракетного удара по американской базе // РИА Новости, 8 января 2020
16. ↑  КСИР начал операцию «Мученик Сулеймани» против США // Lenta. ru, 3 января 2020
17. ↑  Трамп собрал экстренное совещание после атаки на американские базы в Ираке — Вечерняя Москва, 8 января 2020
18. ↑  Стало известно, когда Трамп сделает заявление после удара Ирана // Сегодня.ua, 8 января